# 찐-응우옌 분쟁
찐-응우옌 분쟁(베트남어: Trịnh-Nguyễn phân tranh / 鄭阮紛爭 정완분쟁, 1627년 ~ 1672년)은 베트남 후 레 왕조의 찐 주와 응우옌 주 사이에 벌어진 내전이다.